# Łucznictwo na Igrzyskach Azjatyckich 2010
Łucznictwo na Igrzyskach Azjatyckich 2010, rozgrywane było w dniach 19 - 23 listopada 2010 w Guangzhou. Rozegrano cztery konkurencje łucznicze. Tabelę medalową zdominowała reprezentacja Korei Południowej, która sięgnęła po cztery złote krążki w tej dyscyplinie.

## Medaliści
| Konkurencja             |                                                             |                                                 |                                                                  |
| ----------------------- | ----------------------------------------------------------- | ----------------------------------------------- | ---------------------------------------------------------------- |
| Mężczyźni indywidualnie | Kim Woo-jin                                                 | Tarundeep Rai                                   | Sung Chia-chun                                                   |
| Mężczyźni drużynowo     | Korea Południowa · Oh Jin-hyek · Kim Woo-jin · Im Dong-hyun | Chiny · Dai Xiaoxiang · Chen Wenyuan · Xing Yu  | Indie · Rahul Banerjee · Mangal Singh Champia · Jayanta Talukdar |
| Kobiety indywidualnie   | Yun Ok-hee                                                  | Cheng Ming                                      | Kwon Un-sil                                                      |
| Kobiety drużynowo       | Korea Południowa · Joo Hyun-jung · Ki Bo-bae · Yun Ok-hee   | Chiny · Zhang Yunlu · Cheng Ming · Zhu Shanshan | Indie · Rimil Buriuly · Dola Banerjee · Deepika Kumari           |

### Tabela medalowa
| Poz.    | Państwo          |   |   |   | Łącznie |
| ------- | ---------------- | - | - | - | ------- |
| 1       | Korea Południowa | 4 | 0 | 0 | 4       |
| 2       | Chiny            | 0 | 3 | 0 | 3       |
| 3       | Indie            | 0 | 1 | 2 | 3       |
| 4       | Korea Północna   | 0 | 0 | 1 | 1       |
| 5       | Chińskie Tajpej  | 0 | 0 | 1 | 1       |
| Łącznie | Łącznie          | 4 | 4 | 4 | 12      |